# Takeo Kuwabara
Pour l’article homonyme, voir Takeo Kuwabara (philologue).
Takeo (ou Takao) Kuwabara (桑原 孝夫, Kuwabara Takao) est un joueur japonais de tennis né le 31 mars 1908. 1/8 de finaliste à Roland Garros et Wimbledon en 1932.

## Parcours enGrand Chelem
- 1932 Wimbledon
  - 1/64 Patrick Hughes (4-6, 3-6, 6-3, 6-2, 6-2)

- 1932 US Open
  - 1/8 George Lott (2-6, 6-3, 6-4, 6-3)

- 1932 Roland-Garros
  - 1/8 Gregory Mangin (7-5, 6-4, 6-3)[3]

## Coupe Davis
Il joue 3 rencontres de Coupe Davis en 1932, 5 victoires pour 1 défaite.

## Référence
1. ↑  (en) « Takeo Kuwabara | Overview | ATP Tour | Tennis », sur ATP Tour (consulté le 3 juin 2025)
2. ↑  (en) « 1932 Press Photo Japanese tennis players Miro Sato & Takao Kuwabara - nes28064 | #1992840213 », sur Worthpoint (consulté le 3 juin 2025)
3. ↑  Tennis Archives